# Penrose (Colorado)
Pour les articles homonymes, voir Penrose.
Penrose est une ville non incorporée et une census-designated place du comté de Fremont dans le Colorado.
Son nom vient de l'homme d'affaires et philanthrope Spencer Penrose (en) (1865-1939).

## Démographie
| 1990  | 2000  | 2010  | - | - | - |
| ----- | ----- | ----- | - | - | - |
| 2 235 | 4 070 | 3 582 | - | - | - |

En 2010, la population était de 3,582 habitants.